# جدول مدال‌های المپیک تابستانی ۲۰۲۴

نقشه جهانی که دستاوردهای مدال هر کشور را در بازی‌های المپیک تابستانی ۲۰۲۴ نشان می‌دهد. توضیح: کشورهایی که حداقل یک مدال طلا کسب کرده‌اند. کشورهایی که حداقل یک مدال نقره کسب کرده‌اند اما مدال طلا نداشته‌اند. کشورهایی که حداقل یک مدال برنز کسب کرده‌اند اما مدال طلا یا نقره نداشته‌اند. کشورهایی که هیچ مدالی کسب نکرده‌اند. کشورهایی که در بازی‌های المپیک تابستانی ۲۰۲۴ شرکت نکرده‌اند. نکات: تیم المپیک پناهندگان و ورزشکاران خنثی انفرادی روی نقشه نشان داده نمی‌شوند.

بازی‌های المپیک تابستانی ۲۰۲۴ که رسماً به عنوان بازی‌های المپیاد XXXIII شناخته می‌شود، یک رویداد بین‌المللی چند ورزشی است که از ۲۶ ژوئیه تا ۱۱ اوت ۲۰۲۴ در پاریس، فرانسه برگزار می‌شود و رویدادهای مقدماتی در برخی از ورزش‌ها از ۲۴ ژوئیه آغاز می‌شود. ورزشکارانی به نمایندگی از ۲۰۶ کمیته ملی المپیک (NOC) در این بازی‌ها شرکت می‌کنند. این بازی‌ها دارای ۳۲۹ رویداد در ۳۲ ورزش و ۴۸ رشته هستند. بریکینگ (بریک دنس) اولین بازی المپیک خود را به عنوان یک ورزش اختیاری انجام می‌دهد، در حالی که اسکیت بورد، صعودهای ورزشی و موج سواری در بازی‌های المپیک تابستانی ۲۰۲۰ به برنامه بازمی‌گردند.
به طور کلی، افرادی که ۷۹ کمیته ملی المپیک را نمایندگی می‌کنند حداقل یک مدال دریافت کرده‌اند که ۴۹ نفر از آنها حداقل یک مدال طلا را کسب کرده اند. دومینیکا،  گواتمالا و سنت لوسیا اولین مدال طلای المپیک کشورهای خود را به دست آوردند. کیپ ورد،  دومینیکا  و سنت لوسیا اولین مدال های المپیک کشورهای خود را به دست آوردند.

## مدال‌ها
رئیس کمیته سازماندهی پاریس ۲۰۲۴ تونی استنگوئت از مدال‌های المپیک و پارالمپیک برای بازی‌ها در فوریه ۲۰۲۴ رونمایی کرد که در جلوی آن نشان‌هایی به شکل شش ضلعی از آهن قراضه تعبیه شده بود که از ساخت اولیه برج ایفل گرفته شده بود. لوگو در آن حک شده است. تقریباً ۵۰۸۴ مدال توسط ضرابخانه فرانسوی Monnaie de Paris تولید خواهد شد و توسط شومت، یک شرکت جواهرات لوکس مستقر در پاریس طراحی شده است.
در پشت مدال ها نایک، الهه پیروزی یونان، در داخل استادیوم پاناتنایک که میزبان اولین المپیک مدرن در سال ۱۸۹۶ بود، دیده می‌شود. پارتنون و برج ایفل نیز در پس زمینه در دو طرف مدال دیده می‌شوند. وزن هر مدال ۴۵۵–۵۲۹ گرم (۱۶–۱۹ اونس) است، دارای قطر ۸۵ میلیمتر (۳٫۳ اینچ) است و ۹٫۲ میلیمتر (۰٫۳۶ اینچ) است ضخیم. مدال‌های طلا با ۹۸,۸ درصد نقره و ۱,۱۳ درصد طلا و مدال‌های برنز با مس، روی و قلع ساخته شده‌اند.

## جدول مدال
جدول مدال‌ها بر اساس اطلاعات ارائه شده توسط کمیته بین المللی المپیک (آی‌ا‌ُسی) است و با مرتب سازی مرسوم آی‌ا‌ُسی در جداول مدال منتشر شده‌ی آن مطابقت دارد. جدول از روش مرتب سازی جدول مدال‌های المپیک استفاده می‌کند. به‌طور پیش‌فرض، جدول بر اساس تعداد مدال‌های طلایی که ورزشکاران یک کشور کسب کرده‌اند مرتب می‌شود، جایی که یک کشور نهادی است که توسط NOC نشان داده می‌شود. در مرحله بعد تعداد مدال‌های نقره و سپس تعداد مدال‌های برنز در نظر گرفته می‌شود. اگرچه آی‌ا‌ُسی ورزشکاران خنثی انفرادی را در جداول مدال رسمی درج نمی‌کند،  آنها برای مقاصد مقایسه در اینجا فهرست شده‌اند.
رویدادهای بوکس منجر به این می‌شود که به هر یک از دو شرکت کننده که در مسابقات نیمه نهایی خود شکست می‌خورند، مدال برنز تعلق می‌گیرد، در حالی که در تساوی برنده مقام سوم مبارزه می‌کنند. سایر ورزش‌های رزمی، که شامل جودو، تکواندو و کشتی می‌شود، از سیستم رپشاژ استفاده می‌کنند که منجر به اعطای دو مدال برنز نیز می‌شود.
در ۱۰۰ متر قورباغه مردان دو مدال نقره و هیچ مدال برنزی به دلیل تساوی کسب نشد. در پرش ارتفاع زنان و میله افقی مردان دو مدال برنز به دلیل تساوی به‌دست آمد.
  *   فرانسه
| رتبه           | NOC                     | طلا | نقره | برنز | مجموع |
| -------------- | ----------------------- | --- | ---- | ---- | ----- |
| ۱              | ایالات متحده آمریکا     | ۴۰  | ۴۴   | ۴۲   | ۱۲۶   |
| ۲              | چین                     | ۴۰  | ۲۷   | ۲۴   | ۹۱    |
| ۳              | ژاپن                    | ۲۰  | ۱۲   | ۱۳   | ۴۵    |
| ۴              | استرالیا                | ۱۸  | ۱۹   | ۱۶   | ۵۳    |
| ۵              | فرانسه*                 | ۱۶  | ۲۶   | ۲۲   | ۶۴    |
| ۶              | هلند                    | ۱۵  | ۷    | ۱۲   | ۳۴    |
| ۷              | بریتانیای کبیر          | ۱۴  | ۲۲   | ۲۹   | ۶۵    |
| ۸              | کره جنوبی               | ۱۳  | ۹    | ۱۰   | ۳۲    |
| ۹              | ایتالیا                 | ۱۲  | ۱۳   | ۱۵   | ۴۰    |
| ۱۰             | آلمان                   | ۱۲  | ۱۳   | ۸    | ۳۳    |
| ۱۱             | نیوزیلند                | ۱۰  | ۷    | ۳    | ۲۰    |
| ۱۲             | کانادا                  | ۹   | ۷    | ۱۱   | ۲۷    |
| ۱۳             | ازبکستان                | ۸   | ۲    | ۳    | ۱۳    |
| ۱۴             | مجارستان                | ۶   | ۷    | ۶    | ۱۹    |
| ۱۵             | اسپانیا                 | ۵   | ۴    | ۹    | ۱۸    |
| ۱۶             | سوئد                    | ۴   | ۴    | ۳    | ۱۱    |
| ۱۷             | کنیا                    | ۴   | ۲    | ۵    | ۱۱    |
| ۱۸             | نروژ                    | ۴   | ۱    | ۳    | ۸     |
| ۱۹             | ایرلند                  | ۴   | ۰    | ۳    | ۷     |
| ۲۰             | برزیل                   | ۳   | ۷    | ۱۰   | ۲۰    |
| ۲۱             | ایران                   | ۳   | ۶    | ۳    | ۱۲    |
| ۲۲             | اوکراین                 | ۳   | ۵    | ۴    | ۱۲    |
| ۲۳             | رومانی                  | ۳   | ۴    | ۲    | ۹     |
| ۲۴             | گرجستان                 | ۳   | ۳    | ۱    | ۷     |
| ۲۵             | بلژیک                   | ۳   | ۱    | ۶    | ۱۰    |
| ۲۶             | بلغارستان               | ۳   | ۱    | ۳    | ۷     |
| ۲۷             | صربستان                 | ۳   | ۱    | ۱    | ۵     |
| ۲۸             | جمهوری چک               | ۳   | ۰    | ۲    | ۵     |
| ۲۹             | دانمارک                 | ۲   | ۲    | ۵    | ۹     |
| ۳۰             | جمهوری آذربایجان        | ۲   | ۲    | ۳    | ۷     |
| ۳۰             | کرواسی                  | ۲   | ۲    | ۳    | ۷     |
| ۳۲             | کوبا                    | ۲   | ۱    | ۶    | ۹     |
| ۳۳             | بحرین                   | ۲   | ۱    | ۱    | ۴     |
| ۳۴             | اسلوونی                 | ۲   | ۱    | ۰    | ۳     |
| ۳۵             | چین تایپه               | ۲   | ۰    | ۵    | ۷     |
| ۳۶             | اتریش                   | ۲   | ۰    | ۳    | ۵     |
| ۳۷             | فیلیپین                 | ۲   | ۰    | ۲    | ۴     |
| ۳۷             | هنگ کنگ                 | ۲   | ۰    | ۲    | ۴     |
| ۳۹             | الجزایر                 | ۲   | ۰    | ۱    | ۳     |
| ۳۹             | اندونزی                 | ۲   | ۰    | ۱    | ۳     |
| ۴۱             | اسرائیل                 | ۱   | ۵    | ۱    | ۷     |
| ۴۲             | لهستان                  | ۱   | ۴    | ۵    | ۱۰    |
| ۴۳             | قزاقستان                | ۱   | ۳    | ۳    | ۷     |
| ۴۴             | آفریقای جنوبی           | ۱   | ۳    | ۲    | ۶     |
| ۴۴             | تایلند                  | ۱   | ۳    | ۲    | ۶     |
| ۴۴             | جامائیکا                | ۱   | ۳    | ۲    | ۶     |
| –              | ورزشکاران بی‌طرف انفرادی | ۱   | ۳    | ۱    | ۵     |
| ۴۷             | اتیوپی                  | ۱   | ۳    | ۰    | ۴     |
| ۴۸             | سوئیس                   | ۱   | ۲    | ۵    | ۸     |
| ۴۹             | اکوادور                 | ۱   | ۲    | ۲    | ۵     |
| ۵۰             | پرتغال                  | ۱   | ۲    | ۱    | ۴     |
| ۵۱             | یونان                   | ۱   | ۱    | ۶    | ۸     |
| ۵۲             | آرژانتین                | ۱   | ۱    | ۱    | ۳     |
| ۵۲             | تونس                    | ۱   | ۱    | ۱    | ۳     |
| ۵۲             | مصر                     | ۱   | ۱    | ۱    | ۳     |
| ۵۵             | اوگاندا                 | ۱   | ۱    | ۰    | ۲     |
| ۵۵             | بوتسوانا                | ۱   | ۱    | ۰    | ۲     |
| ۵۵             | سنت لوسیا               | ۱   | ۱    | ۰    | ۲     |
| ۵۵             | شیلی                    | ۱   | ۱    | ۰    | ۲     |
| ۵۹             | جمهوری دومینیکن         | ۱   | ۰    | ۲    | ۳     |
| ۶۰             | مراکش                   | ۱   | ۰    | ۱    | ۲     |
| ۶۰             | گواتمالا                | ۱   | ۰    | ۱    | ۲     |
| ۶۲             | دومینیکا                | ۱   | ۰    | ۰    | ۱     |
| ۶۲             | پاکستان                 | ۱   | ۰    | ۰    | ۱     |
| ۶۴             | ترکیه                   | ۰   | ۳    | ۵    | ۸     |
| ۶۵             | مکزیک                   | ۰   | ۳    | ۲    | ۵     |
| ۶۶             | ارمنستان                | ۰   | ۳    | ۱    | ۴     |
| ۶۶             | کلمبیا                  | ۰   | ۳    | ۱    | ۴     |
| ۶۸             | قرقیزستان               | ۰   | ۲    | ۴    | ۶     |
| ۶۸             | کره شمالی               | ۰   | ۲    | ۴    | ۶     |
| ۷۰             | لیتوانی                 | ۰   | ۲    | ۲    | ۴     |
| ۷۱             | هند                     | ۰   | ۱    | ۵    | ۶     |
| ۷۲             | مولداوی                 | ۰   | ۱    | ۳    | ۴     |
| ۷۳             | کوزوو                   | ۰   | ۱    | ۱    | ۲     |
| ۷۴             | اردن                    | ۰   | ۱    | ۰    | ۱     |
| ۷۴             | فیجی                    | ۰   | ۱    | ۰    | ۱     |
| ۷۴             | قبرس                    | ۰   | ۱    | ۰    | ۱     |
| ۷۴             | مغولستان                | ۰   | ۱    | ۰    | ۱     |
| ۷۴             | پاناما                  | ۰   | ۱    | ۰    | ۱     |
| ۷۹             | تاجیکستان               | ۰   | ۰    | ۳    | ۳     |
| ۸۰             | آلبانی                  | ۰   | ۰    | ۲    | ۲     |
| ۸۰             | مالزی                   | ۰   | ۰    | ۲    | ۲     |
| ۸۰             | پورتوریکو               | ۰   | ۰    | ۲    | ۲     |
| ۸۰             | گرنادا                  | ۰   | ۰    | ۲    | ۲     |
| ۸۴             | اسلواکی                 | ۰   | ۰    | ۱    | ۱     |
| ۸۴             | تیم پناهندگان المپیک    | ۰   | ۰    | ۱    | ۱     |
| ۸۴             | زامبیا                  | ۰   | ۰    | ۱    | ۱     |
| ۸۴             | ساحل عاج                | ۰   | ۰    | ۱    | ۱     |
| ۸۴             | سنگاپور                 | ۰   | ۰    | ۱    | ۱     |
| ۸۴             | قطر                     | ۰   | ۰    | ۱    | ۱     |
| ۸۴             | پرو                     | ۰   | ۰    | ۱    | ۱     |
| ۸۴             | کیپ ورد                 | ۰   | ۰    | ۱    | ۱     |
| مجموع (۹۱ NOC) | مجموع (۹۱ NOC)          | ۳۲۹ | ۳۳۰  | ۳۸۵  | ۱۰۴۴  |